# ماكسيمليان الأول يوزف
ماكسيميليان الأول (ويعرف أيضاً باسم ماكسيميليان جوزيف) (ولد في شفتزنغن شمال غرب ولاية بادن فورتمبيرغ في 27 مايو 1756 وتوفي في قصر نيمفنبرغ قرب مدينة ميونخ في 13 أكتوبر 1825) كان أميراً ناخباً لبافاريا (تحت اسم ماكسيميليان الرابع جوزيف) بين عامي 1799 و1805، ثم ملكاً على بافاريا (تحت اسم ماكسيميليان الأول) بين عامي 1806 و1825. وهو أحد أبناء أسرة بالاتيناتي ـ تسفايبروكن ـ بيركنفلد، أحد فروع عائلة فيتلسباخ المالكة البافارية. خلفه في الحكم ابنه لودفيغ الأول.